# 向日市民体育館
向日市民体育館（むこうしみんたいいくかん）は、京都府向日市にある市立体育館である。
市民スポーツの使用が多い体育館であるが、京都ハンナリーズの試合も開催される。

## bjリーグの試合開催実績
- 2011 - 2012シーズン : 2試合

2010 - 2011シーズンにおいては、京都ハンナリーズが西地区で3位か4位になれば当施設でプレーオフを開催することになっていたが、西地区5位となったため開催されなかった。